# Mohammed el-Kurd
Mohammed el-Kurd (en árabe: محمد الكرد, Sheij Yarrah, 15 de mayo de 1998) es un escritor y poeta palestino que ha ganado prominencia por su descripción de las vidas de los palestinos bajo la ocupación en Jerusalén Este y en el resto de Cisjordania. El-Kurd ha aludido a los desalojos como una forma de limpieza étnica y ha acusado a Israel de imponer leyes que suponen un apartheid contra los palestinos.

## Biografía

### Infancia y educación
Mohammed el-Kurd nació en 1998 en el barrio de Sheij Yarrah de Jerusalén Este, en Cisjordania (Palestina). En 2009, parte de la casa de su familia en Sheij Yarrah fue confiscada por las autoridades israelíes y entregada a un grupo de colonos. La pérdida de parte de su vivienda familiar fue el tema principal del documental My Neighbourhood (2013), dirigido por Julia Bacha y Rebekah Wingert-Jabi. Poco después emigró a Estados Unidos y se se estableció en Nueva York para cursar estudios superiores, pero regresó a Jerusalén Este durante el conflicto palestino-israelí de 2021  para protestar contra los nuevos desahucios de palestinos de sus hogares en Jerusalén Este, y en especial en su barrio natal de Sheij Yarrah.

### Regreso a Jerusalén Este
Desde su vuelta a Palestina en mitad de la polémica por los nuevos desahucios en Sheij Yarrah, el-Kurd ha estado documentando y hablando contra este proceso de desplazamiento forzoso palestino en Jerusalén Este. Mohammed y su hermana gemela, Muna el-Kurd, comenzaron a lanzar campañas para concienciar a la población mundial sobre las políticas israelíes en Jerusalén Este mediante varios canales de redes sociales. En conjunto, los gemelos han acumulado cientos de miles de seguidores en Twitter y millones de seguidores en Instagram. Aunque las publicaciones de Muna suelen estar en árabe, Mohammed con frecuencia realiza sus publicaciones en inglés para dirigirse a una audiencia occidental.
El 6 de junio de 2021, Mohammed y Muna fueron detenidos por la policía israelí y fueron liberados ese mismo día después de permanecer detenidos durante varias horas. Durante el conflicto entre Israel y la Franja de Gaza de 2021, Mohammed apareció en canales de televisión estadounidenses como CNN, MSNBC y CBS.
En 2021, Mohammed y Muna fueron incluidos por la revista TIME en la lista de las 100 personas más influyentes del mundo.

## Educación
Mohammed el-Kurd se graduó en el Savannah College of Art and Design con una licenciatura en Bellas Artes especializada en escritura, y en esta creó Radical Blankets, una revista de poesía multimedia que ganó varios premios. Durante sus estudios universitarios, el-Kurd interpretó poesía en campus y centros culturales de todo Estados Unidos. En 2021 estaba estudiando un Máster en Bellas Artes en poesía en el Brooklyn College.

## Carrera
El 3 de agosto de 2023, se anunció que el-Kurd había sido contratado como editor de cultura para Mondoweiss, un sitio web que cubre el conflicto palestino-israelí.
El-Kurd también es artista visual, grabador y diseñador de moda, y ha codiseñado una colección con la diseñadora serbia Tina Gancev.

### Obras publicadas
Desde 2021, el-Kurd es el corresponsal en Palestina de The Nation.
Su poesía y sus artículos están escritos en inglés y tratan sobre temas como la desposesión, la limpieza étnica, la violencia sistémica y estructural, el colonialismo de asentamiento, la islamofobia y los roles de género.

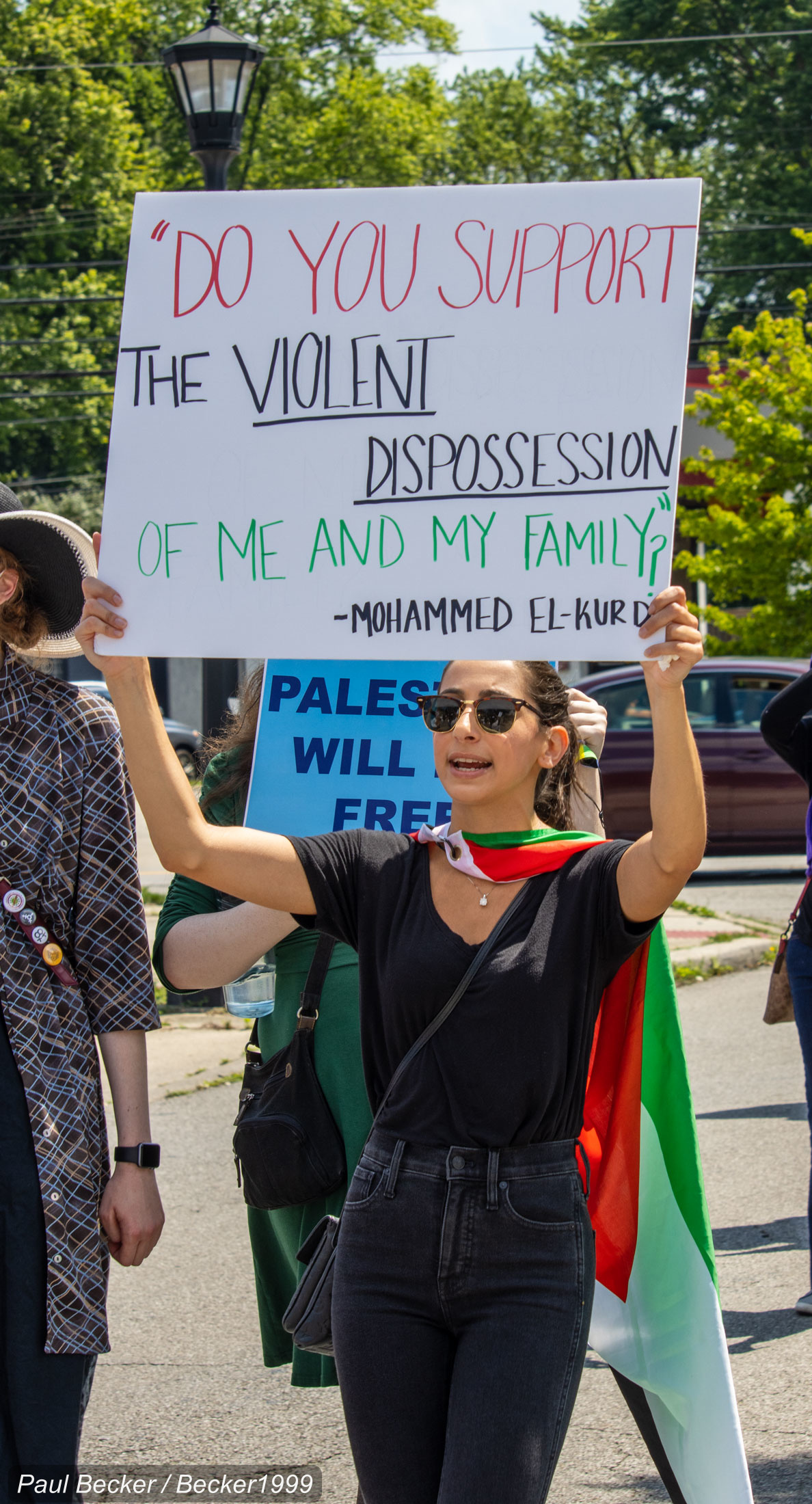
Manifestante propalestina en San Francisco citando a el-Kurd.

Tiene un volumen de poesía publicado, Rifqa.
El-Kurd también ha colaborado con la artista musical palestina Clarissa Bitar en un álbum de poesía y laúd árabe, Bellydancing On Wounds.

## Opiniones políticas

### Conflicto palestino-israelí
El-Kurd es conocido por hablar abiertamente y sin ambages contra la opresión israelí de los palestinos en Jerusalén Este, Cisjordania y la Franja de Gaza, tanto contra la amenaza específica e inmediata de daños físicos como contra el estrés constante que sufren familias como la suya por los deshaucios y contra cualquier otra forma de opresión.
El-Kurd culpa al «proyecto sionista» -y al apoyo político, diplomático y económico multinacional que recibe- por el desplazamiento, la subyugación y la falta de un Estado nacional para el pueblo palestino, y cita frecuentemente a los palestinos expulsados de sus hogares durante la Nakba que comenzó en diciembre de 1947, cuya cifra él sitúa en 750.000, afirmando que las milicias sionistas los masacraron y los expulsaron por la fuerza.

### Guerra entre Israel y la Franja de Gaza
El-Kurd ha declarado que hablar de la guerra entre Israel y Hamás con ese nombre no refleja con precisión lo que está sucediendo sobre el terreno, puesto que ignora los antecedentes del conflicto actual, como:
- el bloqueo israelí y egipcio de la Franja de Gaza por tierra, mar y aire desde hace 16 años.
- el control israelí de «todos los aspectos de la vida en la Franja de Gaza», incluido el acceso de productos farmacéuticos, alimentos, y agua, así como el control de los viajes y de la libertad de movimiento.

El-Kurd ha señalado los comentarios racistas de los funcionarios israelíes, como los de Itamar Ben-Gvir, a los que ha llegado a calificar de «genocidas». El-Kurd también afirma que prestar atención a dichos comentarios es «la respuesta a todo» para entender la situación de Gaza entre 2023 y 2024.

### Desprecio por las vidas palestinas

#### Actitudes condescendientes en los medios occidentales
El-Kurd sostiene que las atrocidades del 7 de octubre lideradas por Hamás en el sur de Israel, pero también los secuestros de aviones, por ejemplo, han recibido tanta atención en los medios de comunicación occidentales porque los europeos y los estadounidenses perciben a los israelíes como «humanos». Por el contrario, los medios de comunicación occidentales transmiten que las muertes de palestinos son simplemente un hecho cotidiano, es decir, que sus muertes son «algo habitual». Al mismo tiempo, a los palestinos que se manifiestan contra la opresión israelí se les tilda de antisemitas o, en el mejor de los casos, de histéricos guiados simplemente por sus emociones.

#### Estructuras de ocupación que devalúan la vida de los palestinos
El-Kurd ha declarado que, para los palestinos, «cada rincón» de sus vidas está lleno de desafíos y obstáculos. Sostiene que las estructuras del Estado israelí están diseñadas para oprimir a los palestinos, para hacer que quieran irse o para obligarlos a ello.
El-Kurd señala que la ocupación no sólo significa que los palestinos llevan un documento de identidad de otro color, que su libertad de movimiento está restringida y que su tierra está constantemente en riesgo de ser robada, sino también que «viven una vida que se devalúa cada pocos años».

#### La persistencia del colonialismo occidental
El-Kurd caracteriza algunas herramientas del Estado israelí como técnicas de colonización, tales como el aislamiento de las aldeas palestinas declarando las tierras que las rodean como parques nacionales. Sostiene que Israel continúa colonizando activamente Palestina y que todavía hay muchos regímenes en todo el mundo que propagan el colonialismo, adaptándose a un mundo cada vez más progresista al hacerse menos obvio que lo que él llama la colonización explícita que lleva a cabo Israel.

#### La autoestima palestina
El-Kurd habla de una realidad para los palestinos de Jerusalén Este en la que la opresión (desalojos, demoliciones) es jerárquica y normalizada, amordazando y manipulando a los habitantes palestinos. Él personalmente se ha preguntado si tendría la energía para luchar contra una opresión tan omnipresente que los palestinos a veces están «agotados» después de toda una vida luchando contra ella. Abrirse paso y contraatacar fue la consecuencia de su comprensión de la guerra psicológica y un punto de inflexión que le llevó a darse cuenta de que era digno (de una vivienda, en este caso) en el nivel más básico.
Describe una toma de conciencia palestina del valor que tienen cinco derechos, a pesar de que el agotamiento y el cansancio siguen siendo una realidad:
- derecho a la vivienda
- derecho a la dignidad
- derecho a poder rebelarse
- derecho a poder defenderse
- derecho a la liberación

#### La unidad palestina bajo la ocupación
En 2021, El-Kurd afirmó que gran parte del proyecto sionista ha implicado:
- El desmantelamiento y la fragmentación de la unidad palestina.
- La destrucción del tejido social palestino.
- La creación de realidades dispares entre los palestinos que viven la propia Israel, Jerusalén Este, Cisjordania y la Franja de Gaza.

Por lo tanto, concluye que las protestas colectivas contra los desahucios en su barrio natal de Sheij Yarrah demostraron una unidad sin precedentes entre los diferentes grupos palestinos, superando las fantasías que había creado la separación.

### Activismo sin restricciones
El-Kurd sostiene que los activistas deberían ir más allá de los mensajes que generalmente se perciben como respetables en la sociedad y los medios occidentales, para transmitir mensajes totalmente veraces sobre Palestina-Israel y sobre otros conflictos.El concepto de respetabilidad, afirma el-Kurd, supone vestirse de cierta manera, expresar la curación de cierta manera, hablar sólo sobre ciertos temas con un vocabulario y unos adjetivos «respetables». El desprecio por la respetabilidad se manifiesta de diversas maneras, entre ellas:
- Temas: los activistas deberían abogar por sanciones contra Israel y denunciar la expansión israelí y el sionismo, al que califica de ideología racista.
- Vocabulario: los principales medios de comunicación occidentales camuflan la intensidad de la violencia que las fuerzas israelíes infligen a los palestinos, por ejemplo, utilizando la frase «desalojos forzosos» en lugar de «limpieza étnica».
- Humanización «simplificadora»: aquellos que empatizan con los palestinos y los humanizan pueden, inadvertidamente, «simplificar» la realidad de los palestinos, es decir, no lograr encapsular el alcance total de la humanidad de los palestinos al retratar a todos ellos, por ejemplo, como víctimas indefensas. El-Kurd es conocido por su disposición a contar la cruda realidad de la existencia palestina en todo su espectro, incluyendo el desdén, la rabia, el odio, la alegría, la revolución y el miedo, y alienta a los activistas propalestinos a hacer lo mismo.

### Cambios en la narrativa de los medios
El-Kurd ha declarado que el primer paso para lograr la reparación de las realidades cambiantes sobre el terreno es hacer que la gente entienda la narrativa «correcta» y la «que está en el lado correcto de la historia», una narrativa de base de la «cultura callejera» palestina en lugar de la narrativa cooptada por los palestinos que son la élite o que tienen vínculos con Estados Unidos, con las instituciones israelíes o con la Autoridad Nacional Palestina, que según él está corrupta y no es más que un «copiloto de la ocupación israelí».
El-Kurd desafía a los medios occidentales que tienen por costumbre exigir a sus invitados palestinos que denuncien las protestas violentas o los ataques de Hamás y de otros grupos, calificando esas preguntas de incitadoras al odio, intolerantes e irrespetuosas. Ante una de esas preguntas de un presentador de la CNN, El-Kurd respondió: «¿Apoya usted el desahucio violento de mí y de mi familia?». Después afirmaría que el incidente era un ejemplo de que los palestinos ya no aceptan «el racismo y la tergiversación» de la televisión occidental y que, como él, «ya no aguantan tonterías».

## Acusaciones de antisemitismo

### Poema con la metáfora «recolectando órganos de los mártires»
Un verso del poema Rifqa del libro homónimo de 2021 contiene una alusión a «ellos» (los israelíes) que «extraen órganos de los mártires, alimentan a sus guerreros con los nuestros». El-Kurd respondió a las críticas aclarando que se refería a la polémica revelada por el diario sueco Aftonbladet en 2009, que desveló que médicos israelíes extraían órganos de cadáveres palestinos sin el permiso de sus familias. El-Kurd declaró: «Es una metáfora, no es algo en lo que crea literalmente. Ahora me estoy dando cuenta de que realmente piensan, o fingen pensar bastante exageración, que realmente creo que los israelíes comen órganos palestinos (...). Al principio era cómico, pero ahora parece muy siniestro. El texto trata sobre la práctica de retener cadáveres palestinos y (...) explotar dichos cadáveres de maneras que han sido documentadas y son ampliamente discutidas». Sus apariciones como ponente han generado controversia y en varios casos han sido canceladas. Por ejemplo, la Liga Antidifamación pidió a la Facultad de Derecho de la Universidad de Georgetown que cancelara una invitación para que el-Kurd hablara en la universidad en 2022.

### Discurso sobre desionización y masacres
El 14 de enero de 2024, El-Kurd dio un discurso en la Marcha por Palestina de Londres que fue criticado como antisemita por su mención a la desionización, así como a las «masacres como status quo», y el diputado británico Robert Jenrick pidió la detención y deportación de las personas que hagan tales comentarios.
El-Kurd declaró: «El sionismo es apartheid, es genocidio, es asesinato. Es una ideología racista, arraigada en la expansión de los asentamientos y la dominación racista. Debemos erradicarla del mundo. Debemos desionizarlo porque el sionismo es un culto a la muerte». Describió a los militantes de Hamás asesinados por Israel como «mártires», lo que podría suponer una violación de las leyes del Reino Unido e Israel.
Para terminar su discurso, el-Kurd afirmó: «llegará nuestro día, pero no debemos ser complacientes. Llegará nuestro día, pero debemos normalizar las masacres como un statu quo», algo que algunos interpretaron como una referencia a la Operación Inundación de Al-Aqsa. Al principio, el-Kurd respondió a la polémica tuiteando «muchas personas están denunciando este discurso ante la policía. Me da igual. El sionismo es indefensible». Sin embargo, el-Kurd (cuya lengua materna es el árabe) acabó aclarando varias veces en X que había cometido un error en la lectura de su discurso al olvidar usar el auxiliar de negación para el verbo de la frase:

Del contexto de mi discurso del 13 de enero de 2024 se desprende claramente que denuncio las masacres, los asesinatos y el genocidio y que el cierre de mi discurso fue afirmar que «NO debemos normalizar las masacres». También está claro que me refería a las masacres perpetradas por Israel contra el pueblo palestino. Rechazo los intentos de mala fe de presentarme como alguien que alienta o promueve la violencia ilegal. No quiero perder más tiempo en este asunto, porque todos deberíamos centrarnos en los horrores de Gaza.

Además, agregó que «obviamente no soy idiota» y que «nunca» llamaría a la violencia.
La Policía Metropolitana de Londres inició una investigación formal, y el-Kurd explicaría más tarde en redes sociales que la policía lo había entrevistado y que después había decidido cerrar el caso.